# A Tramp Shining
A Tramp Shining é um álbum do ator irlandês Richard Harris, lançado em 1968. Embora Harris tenha feito números na trilha sonora do filme musical Camelot no ano anterior, o disco tornou-se seu primeiro trabalho solo. Jimmy Webb escreveu todas as canções, os músicos dispostos, e produziu o álbum inteiro. "MacArthur Park" foi um dos maiores sucessos daquele ano, alcançando o segundo lugar na Billboard Hot 100 nos EUA. O álbum como um todo também foi muito bem recebido pela crítica, pelo qual foi indicado para o Grammy de "Álbum do Ano" em 1969. 
| Críticas profissionais                                                      | Críticas profissionais |
| Avaliações da crítica                                                       | Avaliações da crítica  |
| Fonte                                                                       | Avaliação              |
| --------------------------------------------------------------------------- | ---------------------- |
| Allmusic                                                                    | [ 1 ]                  |
| Esta tabela precisa de ser acompanhada por texto em prosa. Consulte o guia. |                        |

## Faixas
1. "Didn't We"
2. "Paper Chase"
3. "Name of My Sorrow"
4. "Lovers Such as I"
5. "In the Final Hours"
6. "MacArthur Park"
7. "Dancing Girl"
8. "If You Must Leave My Life"
9. "A Tramp Shining"